# Fernando Ruiz de Castro y Portugal
Fernando "Ruiz" de Castro y Portugal, né a
Ségovie le 11 juillet 1505  et mort à Madrid le 19 juillet 1575, 1er marquis de Sarria, 4e comte de Lemos et intendant principal de la princesse Jeanne d'Autriche.

## Biographie
Né le 11 juillet 1505 dans la ville de Ségovie, Ferdinand est le premier né de Béatrice de Castro Osorio, 3e comtesse de Lemos, et de Denis de Bragance —fils de Ferdinand II, duc de Bragance, et de sa deuxième épouse, Isabelle de Viseu —. Depuis très jeune sa mère le fiance avec Thérèse d'Andrade Zúñiga y Ulloa, fille du 2e comte de Villalba Ferdinand d'Andrade das Marinas. Le mariage a lieu en Puentedeume le 21 septembre 1523, mais dure seulement quelques années car Thérèse est morte en octobre de 1528.
Le 1er mai 1543 le monarque Charles Quint lui accorde le titre de marquis de Sarria. Il participe aux Guerres d'Italie. Il s'engage également dans les campagnes d'Alger.
En 1553 il est désigné pour être ambassadeur à Rome, où il se consacre à adoucir l'animosité du pape envers les espagnols (qui voulait les expulser d'Italie). En ce sens, il parvient à négocier la liberté du prieur Santaflor, qui réussit à faire passer deux galères françaises au service de l'Espagne, puis empêche le pape Paul IV de continuer à conspirer avec l'ennemi pour lui faciliter la prise de Naples.
En 1570, à la mort de sa mère Béatrice, il lui succède à la maison de Castro et hérite du comté de Lemos. À cette époque, il est déjà présent à la cour, où il est l'intendant principal de Jeanne d'Autriche, infante d'Espagne. Avec la mort de cette dernière, sa vie s'assombrit. Il meurt le 19 juillet 1575, à Madrid, et selon les dispositions testamentaires qu'il a prises, il est enterré avec sa femme dans le couvent franciscain de Lugo, bien qu'il ait été transféré plus tard au monastère de San Vicente del Pino, dans sa ville de Monforte, dont il a bénéficié de diverses fondations.

## Mariage et descendance
Il est marié à un jeune âge à Thérèse d'Andrade, et sont nés de cette union :
- Pedro Fernandez de Castro y Portugal, qui hérite de la maison de Castro et du comté de Lemos;
- Nuño, mort dans l'enfance.
- Francisca, mariée avec Rodrigo Jerónimo de Portocarrero, IVe comte de Medellín;
- Isabelle, poétesse mariée avec Rodrigo de Moscoso, IVe comte d'Altamira.